# 埃德 (厄立特里亞)
埃德（阿拉伯语：‎）是厄立特里亞的城鎮，由南紅海區負責管轄，位於該國東南部，海拔高度7米，是重要的工業中心，2010年人口估計約13,951，大部分居民是阿法爾人。